# Prophétie de Néferti
La prophétie de Néferti est un texte figurant sur un papyrus datant de la XVIIIe dynastie et sur deux tablettes en bois ainsi qu'une vingtaine d'ostraca remontant à l'époque ramesside. Il a été publié par Vladimir Golenichtchev et stockés au Musée de l'Ermitage.
Le texte est une pseudo-prophétie, c'est-à-dire écrit après l'événement ; écrit à la gloire du roi Snéfrou (IVe dynastie), cette œuvre de propagande dont les copies connues datent du Nouvel Empire a été rédigée au début de la XIIe dynastie. En effet, la langue et la grammaire en font remonter la composition à cette époque où l'Égypte en pleine reconstruction a besoin de fonctionnaires pour réorganiser le pays ; on recrute des scribes et on leur fait composer des textes politiques pour légitimer le pouvoir. Le choix du roi Snéfrou est judicieux : image du pharaon débonnaire, son personnage dispose d'un énorme capital sympathie auprès des Égyptiens. Certains égyptologues pensent que, tout en étant une œuvre de propagande, ce texte est une sorte d'hommage posthume de Sésostris Ier à son père Amenemhat Ier mort assassiné.

## Contexte
La prophétie de Néferti débute —à la manière des célèbres récits du papyrus Westcar— comme un conte :
« Il arriva une fois en la majesté du roi de Haute et Basse-Égypte Snéfrou, juste de voix, qui était roi bienfaisant dans ce pays entier ; il arriva que le conseil de la résidence entra au palais (qu'il soit en vie, jeune et en bonne santé !) pour présenter les salutations. »
L'action se situe donc sous le règne de Snéfrou qui s'ennuie et recherche de nouveaux divertissements. Il fait donc venir dans son palais le sage Néferti qui lui demande s'il souhaite l'entendre sur le passé ou l'avenir ; le roi choisit l'avenir. Néferti prend la parole assez longuement et dévoile à l'assemblée la vision pour l'Égypte d'un futur déchiré avec le chaos, où toutes les normes sociales et naturelles seront inversées. Mais tout espoir n'est pas perdu car vers la fin du texte, Néferti prédit l'avènement d'un futur roi valeureux, appelé Amény, qui rétablira l'ordre dans le pays.

## Analyse
Néferti, contemporain de Snéfrou, reprend donc, à travers sa peinture des malheurs de l'Égypte, des thèmes chers à la littérature dite « pessimiste » qui apparaît sous le Moyen Empire : invasions étrangères, cycle de la nature déréglé, crue du Nil insuffisante, guerre et famine, misère et anarchie, et finalement guerre civile qui ensanglante le pays. Il s'agit là des évènements qui troublèrent les années obscures de la Première Période intermédiaire :
« Ce pays est si gravement atteint que personne ne se lamente plus sur lui, 
 que personne ne parle, que personne ne pleure. 
 Comment donc ce pays pourra-t-il subsister ? 
 Le disque solaire, voilé, ne brillera plus pour que le peuple puisse voir ; 
 on ne pourra pas vivre si les nuages le recouvrent ; 
 et, privés de lui, tous les hommes seront sourds. 
 (...) Je te décris le fils comme un adversaire, le frère comme un ennemi, 
 et l'homme meurtrier de son père. 
 Chaque bouche sera remplie de aime-moi ; 
mais tout ce qui est bon sera parti. »
— Traduction de Claire Lalouette.
Néferti annonce ensuite à Snéfrou le changement qui se produira quelque quatre cents ans après son règne :
« Héliopolis ne sera plus le berceau d'aucun dieu. 
 Un roi viendra, il sera du Sud, et s'appellera Ameny. 
 Ce sera le fils d'une femme de Ta-Seti, 
 un enfant de la Haute-Égypte. 
 Il s'emparera de la couronne blanche, et prendra la couronne rouge ; 
 Il réunira les deux couronnes et apaisera les deux dieux avec ce qu'ils veulent. »
Si aucun souverain connu ne porte ce nom, Amény est en revanche le diminutif attesté d'Amenemhat ; il s'agit donc probablement d'Amenemhat Ier, fondateur de la XIIe dynastie, l'une des plus prestigieuses de l'histoire de l'Égypte.
Le texte a souvent été interprété comme un classique de la propagande royale égyptienne.